# Pseudendestes papuanus
Pseudendestes papuanus is een keversoort uit de familie somberkevers (Zopheridae). De wetenschappelijke naam van de soort werd in 1987 gepubliceerd door Stanislaw Adam Ślipiński.